# زالفلد
زالفلد شهری در ایالت تورینگن آلمان است. این شهر در جنوب شرقی این ایالت واقع شده و به خطوط راه‌آهن آلمان متصل است.